# Владимир (город, Россия)
Влади́мир (др.-рус. Володимѣрь) — город в России, административный центр Владимирской области и городского округа город Владимир.
Исторически известен как Владимир-на-Клязьме или Владимир-Залесский, в отличие от Владимира-Волынского.
Существует две летописные версии основания города, в 990 и в 1108 году. Археологические изыскания, проводящиеся во Владимире начиная с первой половины XX века, не подтверждают  существования города в конце X века, поэтому в исследованиях археологов предпочтение отдано 1108 году. В XII—XIV веках — столица Великого княжества Владимирского.
Один из крупнейших туристических центров европейской части России. Входит в туристический маршрут «Золотое кольцо России».
Расположен преимущественно на левом берегу реки Клязьмы, в 176 км к востоку от столицы России города Москвы. Транспортный узел на автомобильных («Волга» и «Восток») и железнодорожной (Нижегородский ход Транссиба) магистралях.
Площадь города — 137,014 км². Население — 341 579 чел. (2025).

## Этимология
В древней форме (употребительной в устной речи и по сей день) — Володимѣрь — княжеское имя Володимѣръ сочетается с притяжательным суффиксом -јь-, то есть «город Владимира». Топонимы на -јь- — это наиболее древние типы, характерные для названий славянских городов. С течением времени название города сначала по звучанию, а затем и по написанию совпало с личным именем Владимир.
В прошлом употреблялись также варианты Владимир-на-Клязьме и Владимир-Залесский, что было связано с существованием одноимённого города в Юго-Западной Руси — Владимира на Волыни (ныне Волынская область, Украина).

## История

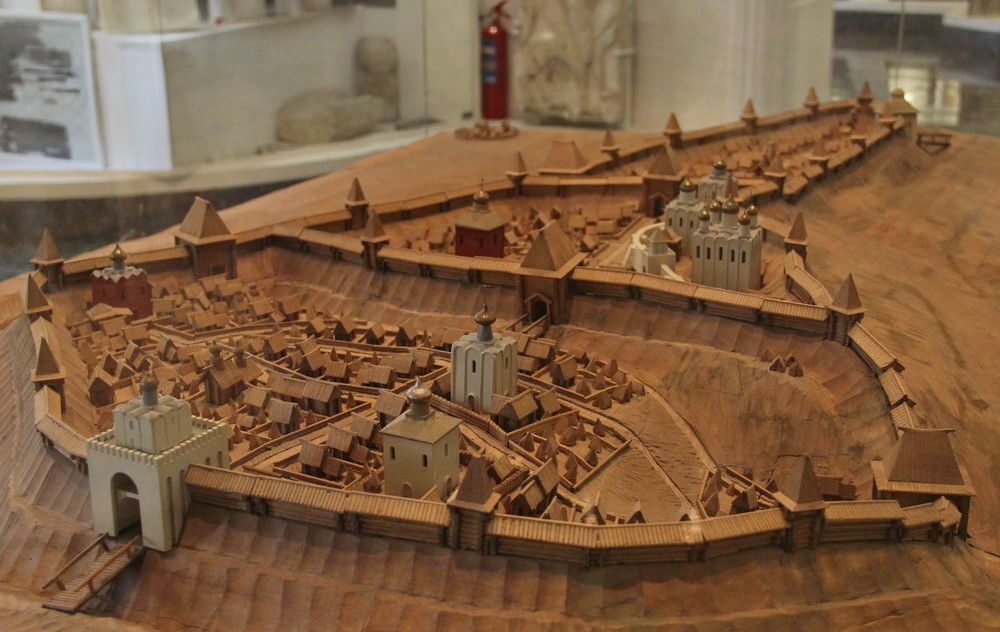
Макет древнерусского Владимира. На переднем плане Новый город с Золотыми воротами. За ним кремль (Печерний город). На заднем плане Ветшаный город

### Основные даты
- 990 год — позднелетописное известие об основании князем Владимиром Святославичем города, названного его именем, на реке Клязьме.
- Около 1108 года — возведение крепости (Печернего города) Владимиром Мономахом.
- 1157 год — переезд Андрея Боголюбского из Вышгорода во Владимир и перенос из Суздаля во Владимир столицы Северо-Восточной Руси, как столицы Владимиро-Суздальского княжества[9]. Серединой XII века датируется пластинка с надписью, найденная в северном нефе Успенского собора[10]; расширение города, постройка Нового и Ветшаного городов;
- 1176—1212 годы — княжение Всеволода Большое Гнездо — расцвет Владимира;
- 1238 год — взятие и разорение Владимира монголо-татарами;
- 1243 год — владимирский князь Ярослав Всеволодович признан «стареи всем князем в Русском языце»; Владимир становится столицей русских земель;
- 1263 год — смерть владимирского князя Александра Невского и окончательное разделение Северо-Восточной Руси на самостоятельные уделы. Наступил столетний период борьбы за Владимирский великокняжеский стол между сильнейшими князьями Северо-Восточной Руси;
- 1299 год — перенос кафедры русского митрополита из Киева во Владимир;
- 1328 год — переезд митрополита Петра из Владимира в Москву. Борьба между Тверью, Суздалем и Москвой за Великое Владимирское княжение;
- 1360 год — переход Владимира от Московского к Суздальско-Нижегородскому княжеству;
- 1362—1363 — признание суздальско-нижегородским князем Дмитрием Константиновичем первенства прав на Владимир московского князя Дмитрия Ивановича. Окончательный переход Владимира во власть к московским князьям;
- 1389 год — Владимир впервые передан по наследству от московского князя Дмитрия Донского к его сыну Василию I;
- 1395 год — перенос Владимирской иконы Божьей Матери в Москву;
- 1491 год — крупный пожар и строительство новых городских укреплений на городских валах;
- 1609—1614 годы — набеги на Владимир войск польско-литовских интервентов;
- 1719 год — образование Владимирской провинции;
- 1778 год — образование Владимирской губернии и наместничества;
- 1861 год — строительство железнодорожного вокзала во Владимире;
- 1929 год — Владимир вошёл в состав Ивановской промышленной области;
- 1944 год — город стал центром Владимирской области;
- 1960 год — строительство постоянного моста через Клязьму;
- 1973 год — в городе образованы районы: Ленинский, Октябрьский, Фрунзенский;
- 1980 год — численность населения достигла 300 тысяч человек;
- 1987 год — завершение строительства северного автодорожного обхода города в составе трассы М-7.

### Предыстория
Первые люди стали появляться на территории, которую занимает современный город, около 34 тысяч лет назад в эпоху палеолита, о чём свидетельствует открытие на правом берегу реки Рпень стоянки Русаниха, каменные орудия труда которой схожи с теми, что были найдены на стоянке Сунгирь, расположенной в 8 км к востоку от Русанихи.
В VI—VII веках эту территорию осваивало волго-финское племя меря. В VIII—X веках на холме, где позже был построен Успенский собор, существовал мерянский посёлок.
В IX—X веках сюда стали проникать славяне, в частности, кривичи.

### Основание
В настоящее время в литературе указывается две альтернативных даты основания Владимира: 1108 и 990 годы. В 1958 году был торжественно отпразднован 850-летний юбилей города (от 1108 года). В середине XX века наиболее крупным специалистом, изучавшим историю раннего Владимира, был археолог и историк древнерусской архитектуры Н. Н. Воронин, высказывавшийся за 1108 год и основание города князем Владимиром Мономахом.
В качестве обоснования датировки основания Владимира 1108 годом приводится сообщение Новгородской первой летописи (в «А се князи Русьстии»): «Сын Володимеров Мономах, правнук великого князя Владимира. Сии поставил град Володимерь Залешьскый в Суждальской земле и осыпа его спом, и созда первую церковь святаго Спаса за 50 лет до Богородичина ставления».
В 1990-х годах владимирские краеведы высказались за перенос даты основания города на 990 год. В обоснование этой даты приводятся известия ряда поздних (XV—XVII веков) летописных источников — Супрасльской, Густынской, Львовской, Ермолинской, Никоновской, Холмогорской летописей, сокращённых летописных сводов 1493 и 1495 годов, летописных сводов 1497 и 1518 годов, Степенной книги, Русского хронографа и др. Во всех этих текстах указывается, что Владимир-на-Клязьме основал Владимир Святославич в 990 году. Альтернативную датировку основания Владимира в то время поддержал академик Дмитрий Лихачёв.
В 1992 году были проведены празднования 1000-летнего юбилея Владимира, хотя за 34 года до этого торжественно праздновался 850-летний юбилей. Решение принималось голосованием депутатов горсовета. Событие получило отражение в названиях главного городского парка и центрального городского путепровода.
В 2016 году исследователь владимиро-суздальского зодчества, академик С. В. Заграевский опубликовал исследование, в котором свёл воедино известные летописные источники, на основании чего заключил, что Владимир мог быть основан в 990 году. Эта дата была поддержана администрацией города Владимира. Тем не менее, в Большой российской энциклопедии указывается 1108 год.
Археологические исследования пока не смогли ни подтвердить, ни опровергнуть ни одну их предложенных дат. Древнейшее городище на Годовой горе, на месте которого в настоящее время находится Успенский собор, по данным археологии существовало ещё в 1-м тысячелетии н. э., до славянской колонизации края. В настоящее время (после нивелировок, связанных со строительством Успенского собора и обустройством территории вокруг него) Годова гора примерно на 10 м возвышается над остальным плато, формирующим среднюю часть города.

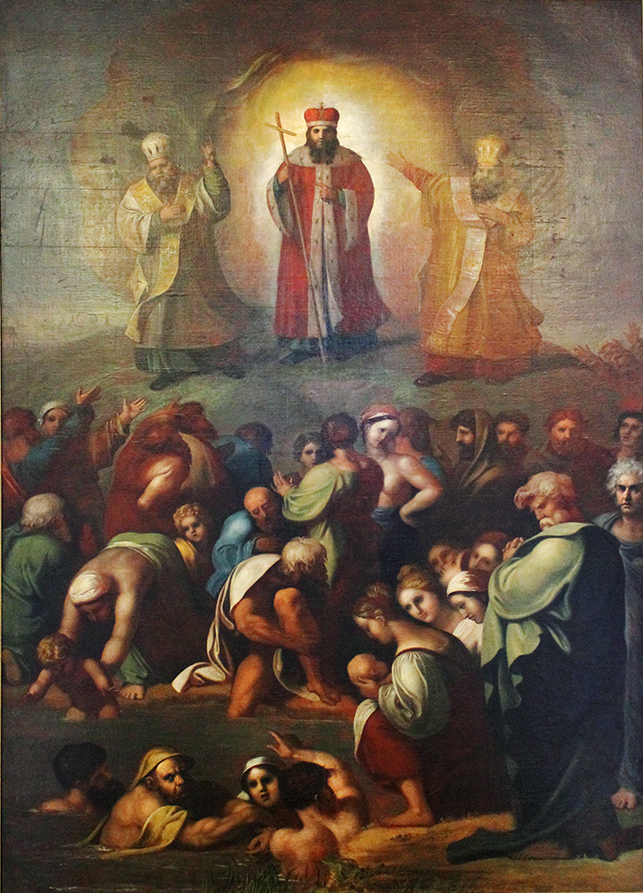
Крещение владимирцев князем Владимиром и епископом Феодором, Сальваторе Тончи, 1813, холст, масло

### Столица
Владимир начинает расти и усиливаться благодаря заботам Владимира Мономаха и Юрия Долгорукого, которые укрепляли его как опорный пункт защиты Ростово-Суздальского княжества. Живший тогда в Суздале Юрий Долгорукий держал здесь свою резиденцию («подворье»), это место сейчас занимает Георгиевская церковь.
Расцветом город обязан князю Андрею Боголюбскому, который в 1157 году перенёс сюда столицу княжества. Во Владимире как новой столице Северо-Восточной Руси был возведён кафедральный Успенский собор (1158—1160 годы). Центральным пунктом обороны города и одновременно символом столичного статуса стали Золотые ворота (построены около 1164 года). Для строительства этих архитектурных шедевров князь Андрей пригласил архитектора, работавшего у императора Священной Римской империи Фридриха I Барбароссы.
При преемниках князя Андрея Боголюбского, убитого в результате боярского заговора в 1174 году, город сильно расширился. По периметру города с востока, юга и севера были выстроены Серебряные, Медные и Иринины ворота. Во Владимире и соседнем Суздале сложилась владимиро-суздальская иконописная школа живописи; в городе велось собственное летописание. Наивысшего могущества Владимирское княжество достигает в княжение Всеволода Большое Гнездо (1176—1212), когда был построен Дмитриевский собор (1191 год). За владимирскими князьями окончательно закрепляется титул «великих».
В 1238 году по Владимиру был нанесён удар нашествием монголо-татар. Позднее город несколько раз подвергался татарским набегам, самым тяжёлым из которых стало разорение Дюденевой ратью в 1293 году.
Начиная с Василия Ярославича, в условиях усилившейся раздроблённости в Северо-Восточной Руси Владимир перестал быть резиденцией великих князей, которые теперь только совершали в нём обряд интронизации, оставаясь жить в своих наследственных землях. Тем не менее именно владимирские князья были признаны в Золотой Орде по статусу главными и старейшими во всей Руси, благодаря чему Владимир остался столицей русских земель. Ханом Орды выдавался ярлык на великое владимирское княжение. Статус города ещё более повысился в 1299 году, когда он стал резиденцией русских митрополитов после переезда киевского митрополита Максима во Владимир.
На протяжении 1-й половины XIV века основными претендентами на великое Владимирское княжение были Тверь, Москва и Суздаль.

### Московское княжество

Въезд Александра Невского на Великое Княжение во Владимир

Важной вехой стал переезд в 1325 году из Владимира в Москву при Иване Калите митрополита Петра. Впоследствии Дмитрию Донскому удалось добиться признания наследственных прав на Владимир со стороны всех соседних князей и Орды, что означало признание его великим князем Владимирским и Московским. Одновременно это означало и присоединение владимирских земель к Московскому княжеству.
В 1382 году Владимир, как и другие города Северо-Восточной Руси, пострадал от нашествия Тохтамыша. В XIV веке в городе находилась усадьба ордынского наместника (найдена в районе ул. Гагарина, д. 2).
Во время похода Тамерлана в 1395 году чудотворная и особо чтимая икона Владимирской Богоматери была перенесена в Москву для защиты города от завоевателя. То, что войска Тамерлана без видимых причин повернули от Ельца обратно, не дойдя до Москвы, было расценено как заступничество Богородицы и икону обратно во Владимир уже не возвращали. Но в Успенском соборе в иконостасе оставили поздний список этой иконы.

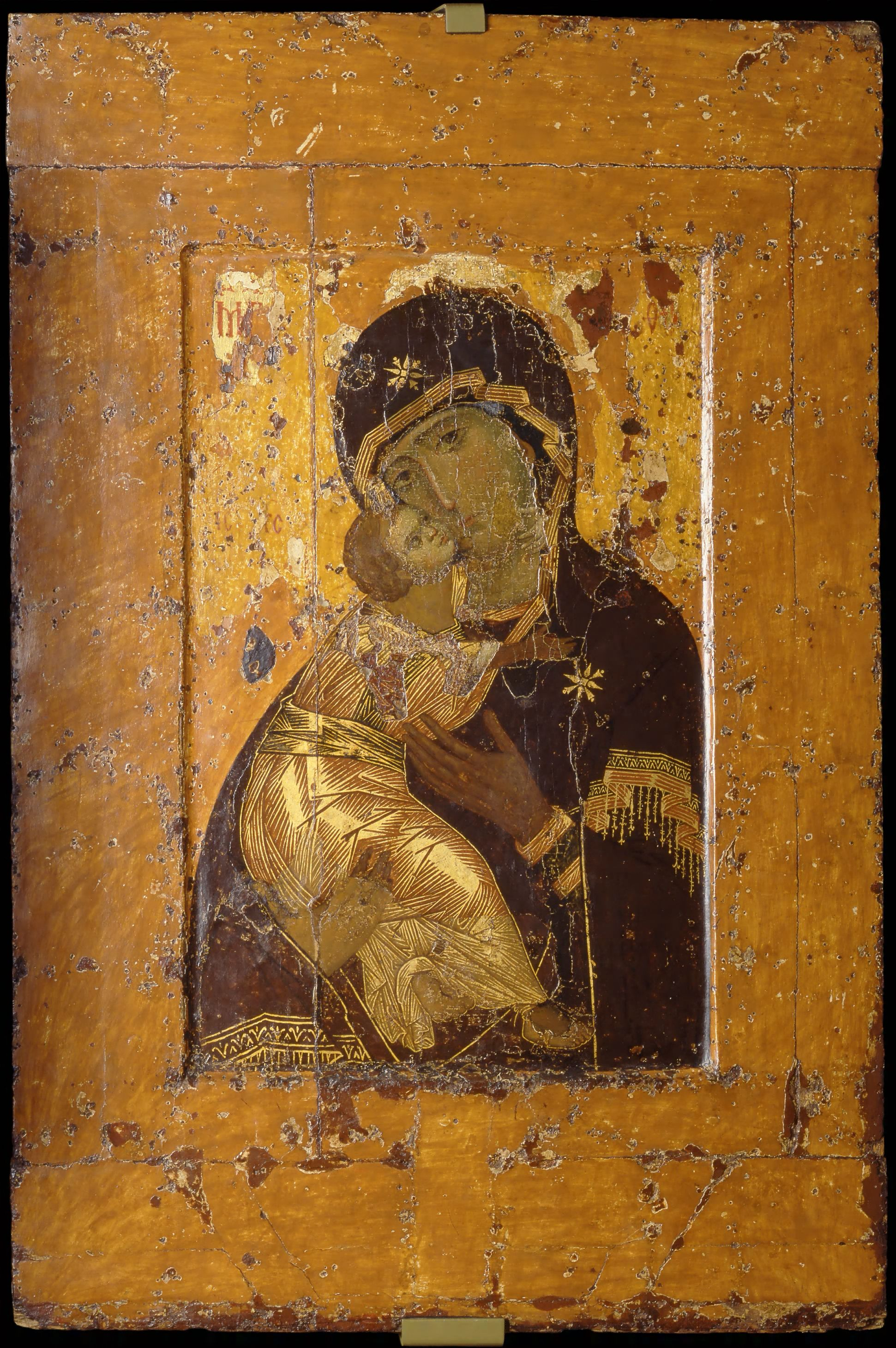
Владимирская икона Божией Матери

В 1408 году Владимирский Успенский собор был заново расписан артелью мастеров, в состав которой входили Андрей Рублёв и Даниил Чёрный. Считается, что помимо фресок, мастера также создали иконы для соборного монументального иконостаса, ставшего важным этапом формирования системы высокого русского иконостаса.
В 1410 году Владимир подвергся набегу и разграблению со стороны татарского царевича Талыча и нижегородского воеводы Карамышева, посланного Даниилом Борисовичем.
С ростом Московского государства Владимир переходит в разряд рядового провинциального города. Хотя в титулатуре русских князей и царей, чтобы подчеркнуть преемственность власти, он ставится на второе место после Москвы, начиная с великого князя Московского и Владимирского Ивана III. До постройки Успенского собора в Московском Кремле все московские князья «венчались на великое Владимирское княжение» в главном храме Руси — Успенском соборе города Владимира. Специально для этого события из Москвы приезжали и митрополиты.
В 1565 году после разделения царём Иваном Грозным Русского государства на опричнину и земщину, город вошёл в состав последней.
В Смутное время Владимир присягнул самозванцу Лжедмитрию II, но вскоре взубнтовался против его ставленника. Посланное против Владимира войско интервентов осадило город в апреле 1609 года, но спустя шесть дней из-за упорного сопротивления было вынуждено отступить. В 1615 году окрестности города были разорены войсками литовского авантюриста Лисовского (см. рейд Лисовского).

### Российская империя

Вид города Владимира от Москвы с приезда к северо-западу. 1764 год

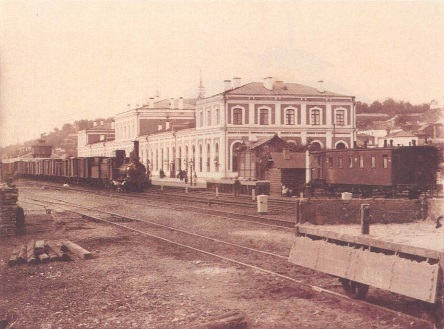
Железнодорожный вокзал Владимира (1861—1862)

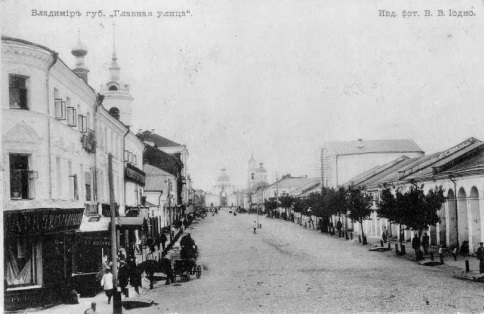
Большая Московская улица. Начало XX века

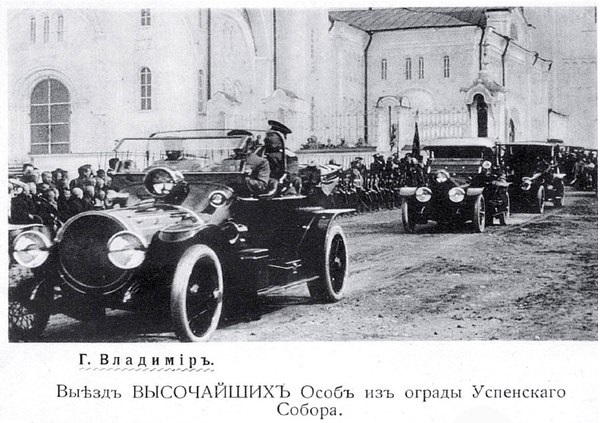
Николай II во Владимире

С 1719 года Владимир — центр провинции Московской губернии. В 1722 году здесь была открыта гражданская цифирная школа, в 1744 году восстановлена Владимирская епархия, а через шесть лет учреждена Владимирская духовная семинария.
В 1724 году по указу Петра I из Владимира в Санкт-Петербургскую Александро-Невскую лавру были перенесены мощи святого благоверного князя Александра Невского. Во владимирском Успенском соборе сохранилась лишь частичка мощей святого.
Некоторый экономический и культурный подъём Владимира наметился в конце XVIII века, когда он стал административным центром Владимирского наместничества (1778 год), а с 1796 года — Владимирской губернии. По утверждённому в 1781 году регулярному плану застройки Владимира началось строительство крупных каменных общественных и жилых зданий. В 1783—1785 годах во Владимире строится здание присутственных мест, в 1786 году в городе открыто первое дворянское учебное заведение, преобразованное в 1804 году в гимназию; в 1796 году учреждены главное и малое народные училища, в ноябре 1797 года открыта первая во Владимире типография, в январе 1834 года — первая губернская публичная библиотека, в 1836 году — здание губернского Дворянского собрания (ныне — Дом офицеров), в 1847 году — драматический театр, в 1862 году — губернский краеведческий музей. 8 января 1838 года вышел в свет первый номер газеты «Владимирские губернские ведомости». В 1838—1840 годах во Владимире отбывал ссылку А. И. Герцен, ставший первым редактором неофициальной части губернских ведомостей. Через город проходила печально известная «Владимирка», этапная дорога в сибирскую ссылку. В 1783 году по указу Екатерины II в городе была открыта пересыльная тюрьма, с 1906 года преобразованная во Владимирский централ. Ныне в одном из её корпусов расположен музей.
В 1861 году открыто движение по линии Москва — Владимир Московско-Нижегородской железной дороги. С декабря 1858 года в городе начал действовать телеграф, в 1866 году окончено строительство водопровода, в 1887 году появилась телефонная связь. 5 декабря 1908 года заработала первая электростанция. С января 1865 года издаются «Владимирские епархиальные ведомости». 29 ноября 1898 года создана Владимирская губернская учёная архивная комиссия, занимавшаяся поиском, изучением и систематизацией знаний по истории Владимирского края.
Согласно первой всероссийской переписи населения в 1897 году в городе проживало 28 479 человек, в том числе русских — 26 436, поляков — 736, малороссов — 488, евреев — 399. В конце XIX века во Владимире были построены лютеранская кирха и католический костёл.
В конце XIX — начале XX веков в городе активно шло строительство новых образовательных заведений и госучреждений: в 1870 году появилась первая женская гимназия, в 1885 году на деньги Ю. С. Нечаева-Мальцова было построено земское ремесленное училище, в 1907-м возведено здание реального училища. В том же году состоялось открытие здания Городской думы. На рубеже веков во Владимире распространился русский стиль, самыми яркими образцами которого стали церковь Архангела Михаила (1893) и здание Владимирского исторического музея (1903). В 1913 году в связи с торжествами по случаю 300-летия дома Романовых город посетила императорская семья.

### Советское время

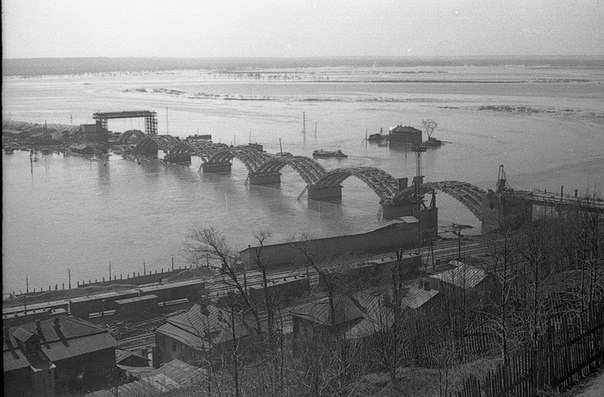
Строительство моста через Клязьму, 1959

После установления советской власти многие улицы Владимира были переименованы, большинство приходских храмов закрыты, уничтожены кладбища при храмах. В 1929—1930 годах были снесены: собор Рождественского монастыря, 7 приходских церквей, 3 колокольни и несколько часовен (в 1960-е гг. снесено ещё 2 храма и 1 перестроен в гражданское здание).
Два довоенных десятилетия советской власти связаны с ускоренной индустриализацией Владимира и превращением города в крупный промышленный центр. 14 января 1929 года во время территориально-административной реформы город вошёл в состав новообразованной Ивановской Промышленной области. 5 марта 1932 года начал выпускать продукцию завод «Химпластмасс» (ныне Владимирский химический завод), в мае 1932 года в городе вступил в строй один из первенцев советского автоприборостроения завод «Автоприбор». В 1943—1944 годах силами комсомольцев и направленных с других заводов и фронта специалистов (а также с привлечением труда военнопленных) был построен тракторный завод. 14 августа 1944 года Владимир стал центром возрождённой Владимирской области.
В годы Великой Отечественной войны Владимир был одним из крупнейших эвакуационных центров европейской части страны, в 1941—1945 годах в городе располагалось в общей сложности 18 эвакуационных госпиталей, жители города сдали около 40 тысяч литров крови. Осенью 1941 года Владимир принял множество беженцев из Москвы и Подмосковья, уходивших на восток от немецкого наступления. В 1944 году была открыта Владимирская областная библиотека имени Горького и организовано концертно-эстрадное бюро (позже — областная филармония).
20 мая 1950 года в состав Владимира вошли бывшие сёла Доброе и Красное, что значительно увеличило территорию города. В 1950 году на базе Владимирского учительского института был создан педагогический институт имени П. И. Лебедева-Полянского. В 1964 году создан крупный политехнический институт. Два знаменательных события состоялись в 1952 году: были открыты первая троллейбусная линия и стадион «Торпедо».
В городе создаются крупные предприятия машиностроительной, металлообрабатывающей, электротехнической, приборостроительной, химической и лёгкой промышленности.
В 1950-е годы продолжилась индустриализация города: в 1955 году вступили в строй Владимирский электромоторный завод и завод «Электроприбор», в 1958 году началось строительство ТЭЦ-2. В августе 1958 года состоялось торжественное празднование 850-летия Владимира, были открыты новый парк и монумент на площади Свободы, посвящённые юбилею города, выпущены юбилейные почтовые марки СССР.

Почтовые марки СССР, 1958 год
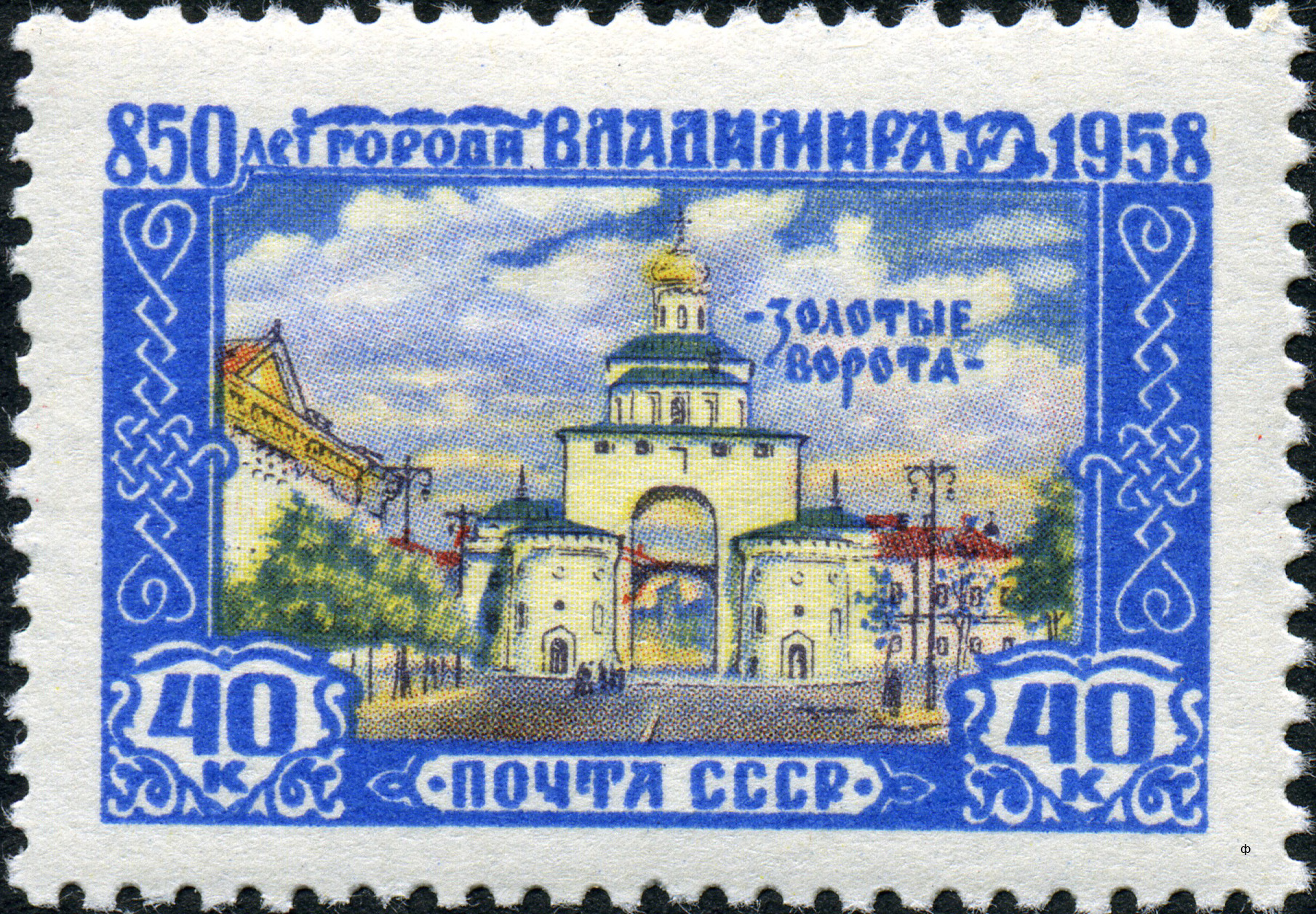
Золотые ворота
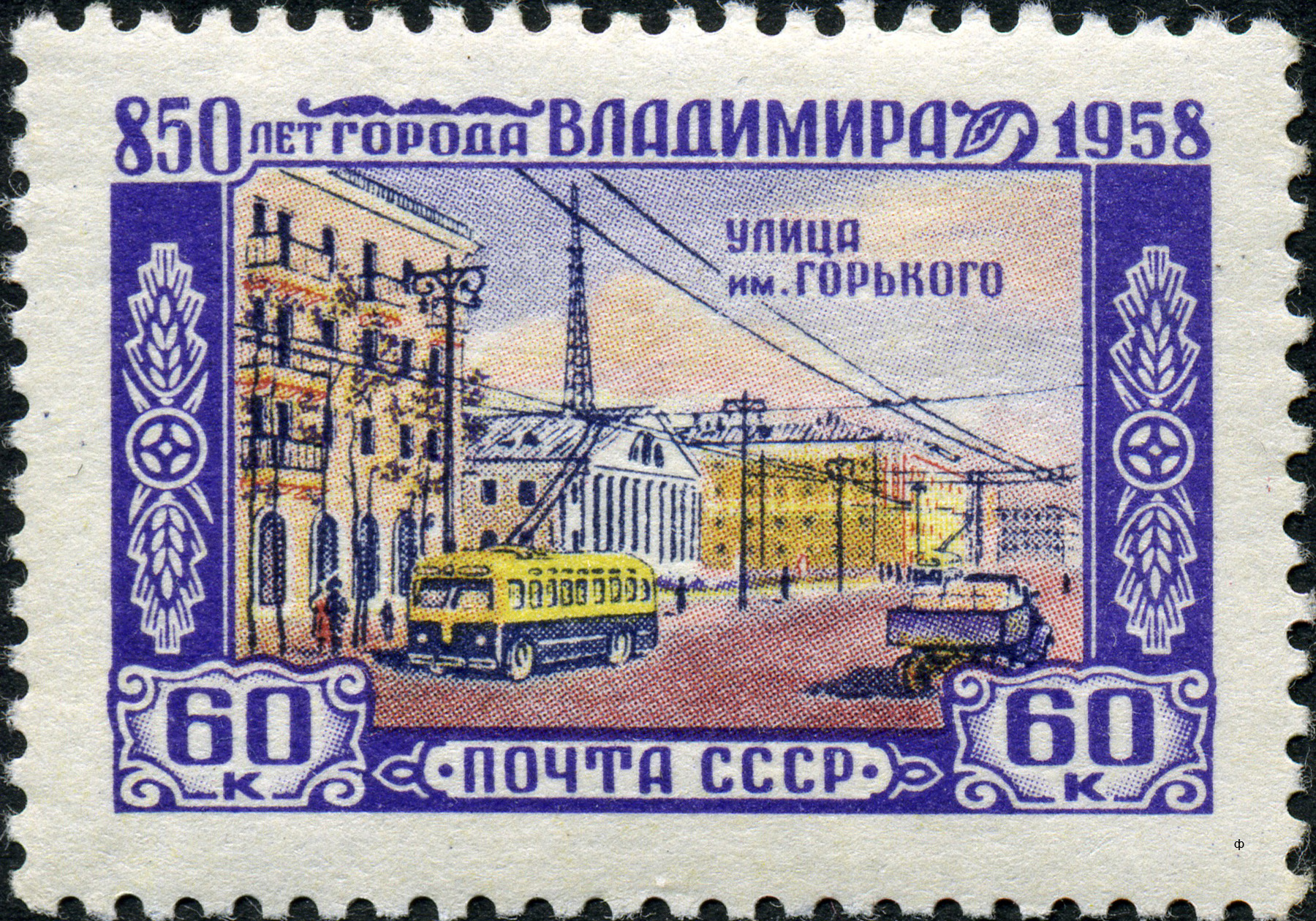
Улица имени Горького

В 1960 году закончили возведение арочного железобетонного моста — первого постоянного моста через Клязьму, что позволило приступить к строительству жилого района (Загородный парк) и областного больничного центра на правом берегу реки.
В 1971 году город был награждён орденом Трудового Красного Знамени, а в апреле 1973 года Владимир получил новое административно-территориальное деление — в городе были образованы районы: Ленинский, Октябрьский, Фрунзенский.
30 мая 1971 года состоялся первый рейс электропоезда Владимир — Москва. В том же году началось строительство нового железнодорожного вокзала, продлившееся 5 лет. 1 января 1976 года открылось Владимирское отделение Горьковской железной дороги, а 26 января новый вокзал принял первых пассажиров.
В начале 1970-х годов Владимир стал одним из туристических центров Золотого кольца России, чему во многом способствовала работа Владимиро-Суздальского музея-заповедника, основанного в 1958 году и включившего в свой состав Белокаменные памятники Владимира и Суздаля, расположенные в трёх городах — Владимире, Суздале и Гусь-Хрустальном, а также сёлах Боголюбове и Кидекше (с 1992 года — Всемирное наследие ЮНЕСКО). В начале-середине 1970-х были открыты военно-историческая экспозиция в Золотых воротах, музей хрусталя, экспозиция в водонапорной башне, музей Столетовых; в конце десятилетия — несколько выставок, посвящённых советскому Владимиру. В мае 1977 года во Владимире прошла XI Генеральная конференция ИКОМА. Способствовало развитию туризма появление турбаз и крупных гостиничных комплексов: «Клязьма», «Заря», «Золотое кольцо» и других.
В 1972 году на юго-западе города был заложен крупный «Лесной парк» (с 1979 года — парк «Дружба» в честь дружбы с чешским Усти-на-Лабе), на рубеже 1970—1980-х создан парк во Фрунзенском районе. В 1980-е годы активными темпами велось жилое строительство, в основном в юго-западном и восточном районах города.

### Постсоветское время
11 сентября 2023 года Указом Президента Российской Федерации городу было присвоено звание «Город трудовой доблести».

## Физико-географическая характеристика

### Географическое положение, рельеф, реки
Город расположен на границе двух природных районов: к северу от Владимира простирается возвышенное безлесное Владимирское Ополье, к югу — лесная и болотистая Мещёрская низменность. Рельеф города сложный. Наиболее старая центральная часть лежит на высоком левом берегу реки Клязьма, на круто спускающихся к реке холмах, разделённых глубокими оврагами.
Клязьма протекает по городу на протяжении 2,5 км и ещё 5 км вдоль городской границы, ширина реки во Владимире составляет 130 м. По территории города также протекает около 60 рек и ручьёв, наиболее известными из которых являются Рпень, Лыбедь (до XV века являлась северной границей города, в 1960-е годы частично заключена в коллектор, с построением Лыбедской автодорожной магистрали 10 августа 2016 году заключена в коллектор полностью), Содышка (с водохранилищем площадью около 100 га), Почайка (заключена в коллектор, исторически упоминается в связи с крещением владимирцев в реке Почайке) и Сунгирь.
В XVII веке центральная часть нынешнего Владимира называлась «Печерним городом» (позднее — кремлём), с востока к нему примыкал Ветчаный (Ветшаный) город-посад, с запада — Новый город.
Владимир находится в часовой зоне МСК (московское время). Смещение применяемого времени относительно UTC составляет +3:00.
В соответствии с применяемым временем и географической долготой средний солнечный полдень во Владимире наступает в 12:18.

### Климат
Климат умеренно континентальный. Зима умеренно холодная, со сменяющимися периодами сильных морозов и потеплений, доходящих порой до оттепелей. Весна приходит к апрелю. Лето тёплое, но относительно короткое, с редкими периодами сильной жары.
| Показатель                    | Янв.  | Фев.  | Март | Апр.  | Май  | Июнь | Июль | Авг. | Сен. | Окт.  | Нояб. | Дек.  | Год  |
| ----------------------------- | ----- | ----- | ---- | ----- | ---- | ---- | ---- | ---- | ---- | ----- | ----- | ----- | ---- |
| Абсолютный максимум, °C       | 7,1   | 9,5   | 17,8 | 27,8  | 34   | 34,4 | 37,1 | 36,5 | 29,5 | 25    | 14,8  | 9,2   | 37,1 |
| Средний суточный максимум, °C | −7,3  | −6    | 0,3  | 9,7   | 17,5 | 21,2 | 23,3 | 21,2 | 15   | 7,3   | −0,5  | −5,1  | 8    |
| Средняя температура, °C       | −10   | −9,3  | −3,4 | 5,3   | 12,4 | 16,3 | 18,4 | 16,2 | 10,6 | 4,2   | −2,7  | −7,5  | 4,7  |
| Средний суточный минимум, °C  | −13,3 | −12,9 | −7,1 | 0,9   | 6,8  | 11   | 13,5 | 11,5 | 6,6  | 1,3   | −5,1  | −10,4 | 0,2  |
| Абсолютный минимум, °C        | −39,7 | −36,1 | −30  | −16,1 | −8   | −0,1 | 3,9  | 0    | −6,3 | −18,9 | −27,2 | −43   | −43  |
| Норма осадков, мм             | 43    | 30    | 29   | 37    | 50   | 74   | 69   | 65   | 55   | 54    | 47    | 43    | 596  |
| Источник: Climatebase.ru      |       |       |      |       |      |      |      |      |      |       |       |       |      |

| Показатель                    | Янв.  | Фев.  | Март | Апр. | Май  | Июнь | Июль | Авг. | Сен. | Окт. | Нояб. | Дек. | Год |
| ----------------------------- | ----- | ----- | ---- | ---- | ---- | ---- | ---- | ---- | ---- | ---- | ----- | ---- | --- |
| Средний суточный максимум, °C | −5,6  | −5    | 1,5  | 10,9 | 18,6 | 22   | 24,3 | 22   | 15,7 | 8    | −0,4  | −4,4 | 9   |
| Средняя температура, °C       | −8,5  | −8,5  | −2,5 | 5,7  | 12,6 | 16,5 | 18,7 | 16,5 | 10,8 | 4,6  | −2,7  | −7   | 4,7 |
| Средний суточный минимум, °C  | −11,3 | −11,5 | −5,8 | 1,5  | 7,3  | 11,8 | 14   | 12,2 | 7,3  | 2,1  | −4,7  | −9,5 | 1,1 |
| Норма осадков, мм             | 37    | 29    | 27   | 34   | 42   | 71   | 60   | 61   | 50   | 56   | 48    | 39   | 555 |
| Источник: Погода и климат     |       |       |      |      |      |      |      |      |      |      |       |      |     |

| Показатель                                                      | Янв.  | Фев.  | Март | Апр. | Май  | Июнь | Июль | Авг. | Сен. | Окт. | Нояб. | Дек. | Год |
| --------------------------------------------------------------- | ----- | ----- | ---- | ---- | ---- | ---- | ---- | ---- | ---- | ---- | ----- | ---- | --- |
| Средний суточный максимум, °C                                   | −7,1  | −4,5  | 1,3  | 11,2 | 20,6 | 22,6 | 25,7 | 24,1 | 16,8 | 7,7  | 1,2   | −3,2 | 9,7 |
| Средняя температура, °C                                         | −9,8  | −7,6  | −2,8 | 5,7  | 14,3 | 16,8 | 19,8 | 17,9 | 11,9 | 4,4  | −0,8  | −5,5 | 5,4 |
| Средний суточный минимум, °C                                    | −12,5 | −10,4 | −6,4 | 1,2  | 8,6  | 11,5 | 14,5 | 12,9 | 8,2  | 2    | −2,5  | −7,7 | 1,6 |
| Источник: Погода и Климат (летопись), Погода и Климат (саммари) |       |       |      |      |      |      |      |      |      |      |       |      |     |

## Население
| 1599     | 1613     | 1699     | 1700     | 1784     | 1799     | 1811     | 1817     | 1838     |
| -------- | -------- | -------- | -------- | -------- | -------- | -------- | -------- | -------- |
| 1200     | ↘610     | ↗915     | ↗1836    | ↗2584    | ↗8800    | ↘5700    | ↗10 915  | ↗12 102  |
| 1840     | 1856     | 1859     | 1863     | 1870     | 1876     | 1897     | 1899     | 1907     |
| ↘12 000  | ↗12 600  | ↗14 506  | ↗14 700  | ↗16 422  | ↗18 000  | ↗28 479  | ↗30 183  | ↗31 477  |
| 1913     | 1914     | 1920     | 1923     | 1926     | 1931     | 1933     | 1937     | 1939     |
| ↘30 400  | ↗47 020  | ↘23 400  | ↗28 100  | ↗37 004  | ↗42 210  | ↗45 600  | ↗58 685  | ↗66 797  |
| 1956     | 1959     | 1962     | 1967     | 1970     | 1973     | 1975     | 1976     | 1979     |
| ↗121 000 | ↗153 865 | ↗174 000 | ↗211 000 | ↗234 087 | ↗256 000 | ↗274 000 | →274 000 | ↗296 371 |
| 1982     | 1985     | 1986     | 1987     | 1989     | 1990     | 1991     | 1992     | 1993     |
| ↗313 000 | ↗319 000 | ↗322 000 | ↗343 000 | ↗349 702 | ↘334 000 | ↗339 000 | ↗340 000 | ↘339 000 |
| 1994     | 1995     | 1996     | 1997     | 1998     | 1999     | 2000     | 2001     | 2002     |
| ↘338 000 | ↘336 000 | ↗337 000 | ↗340 000 | ↘336 000 | ↗339 200 | ↘337 100 | ↘331 700 | ↘315 954 |
| 2003     | 2004     | 2005     | 2006     | 2007     | 2008     | 2009     | 2010     | 2011     |
| ↘315 000 | ↘312 900 | ↘310 500 | ↗340 700 | ↘339 800 | ↘339 500 | ↗339 779 | ↗345 373 | ↗346 177 |
| 2012     | 2013     | 2014     | 2015     | 2016     | 2017     | 2018     | 2019     | 2020     |
| ↘345 907 | ↗347 930 | ↗350 087 | ↗352 681 | ↗354 827 | ↗356 168 | ↗357 024 | ↗357 907 | ↘356 937 |
| 2021     | 2023     | 2024     | 2025     |          |          |          |          |          |
| ↘349 951 | ↘346 771 | ↘344 082 | ↘341 579 |          |          |          |          |          |

На 1 января 2025 года по численности населения город находился на 54-м месте из 1124 городов Российской Федерации.
Национальный состав
По итогам переписи населения 2020 года проживали следующие национальности (национальности менее 0,1 % и другое, см. в сноске к строке «Другие»):
| Национальность | Численность, чел. | Доля     |
| -------------- | ----------------- | -------- |
| Русские        | 300 272           | 85,79 %  |
| Украинцы       | 1009              | 0,29 %   |
| Армяне         | 966               | 0,28 %   |
| Татары         | 730               | 0,21 %   |
| Азербайджанцы  | 494               | 0,14 %   |
| Узбеки         | 439               | 0,13 %   |
| Другие         | 46 041            | 13,16 %  |
| Итого          | 349 951           | 100,00 % |

## Административное устройство

### Административное деление
Город Владимир разделён на 3 административно-территориальные единицы — три района.
В рамках административно-территориального устройства области Владимир является городом областного значения, которому подчинены 17 сельских населённых пунктов; в рамках муниципального устройства он образует муниципальное образование город Владимир со статусом городского округа, включающего 18 населённых пунктов, население 344 242 чел. (на 2025 год) и площадь либо 308,0775 км² либо 329,797 км².
| Район       | Население, чел., (2025) | Площадь, км² |
| ----------- | ----------------------- | ------------ |
| Ленинский   | ↘131 320                | 102,8        |
| Октябрьский | ↘108 263                | 165,6        |
| Фрунзенский | ↘101 996                | 41,6         |

### Органы власти

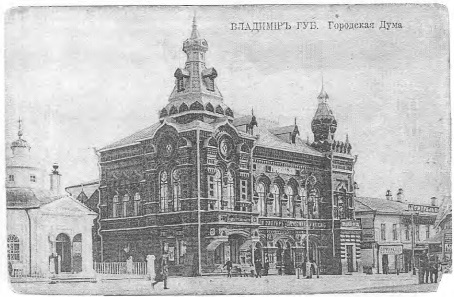
Здание Владимирской городской думы (1907)

Местное самоуправление в муниципальном образовании город Владимир осуществляется на основании устава, утверждённого решением Владимирского городского Совета народных депутатов от 29.06.2005 № 231 «Об Уставе муниципального образования город Владимир». Согласно уставу, исполнительно-распорядительным органом власти является администрация города Владимира.
Представительный орган местного самоуправления города Владимира — Совет народных депутатов.

#### Руководители города
Городские головы:
- Сомов, Спиридон Васильевич (1785—1788, 1791—1793, 1800—1803)
- Никитин, Александр Андреевич (1854—1867)
- Никитин, Андрей Никитич (1867—1886)
- Сомов, Николай Николаевич (1905—1917)

Председатели Владимирского горисполкома:
- Фомичёв, Пётр Сергеевич (1939—1941)
- Овчинников, Сергей Петрович (1941—1942)
- Сыроватченко, Василий Васильевич (1942—1944)
- Козлов, Владимир Михайлович (1944—1945)
- Крошкин, Михаил Иванович (1945—1947)
- Богард, Иван Михайлович (1947—1949)
- Перфильев, Владимир Михайлович (1949—1950)
- Мошаров, Яков Васильевич (1950—1952)
- Кузнецов, Семён Васильевич (1952—1953)
- Чернов, Илья Иванович (1953—1957)
- Дуничев, Сергей Фёдорович (1957—1963)
- Магазин, Роберт Карлович (1963—1979)
- Муравьёв, Александр Иванович (1979—1983)
- Звонарёв, Михаил Иванович (1983—1987)
- Кузин, Владимир Александрович (1987—1990)
- Шамов, Игорь Васильевич (1990—1993)

Глава администрации города:
- Шамов, Игорь Васильевич (1993—2002)

Глава города:
- Рыбаков, Александр Петрович (2002—2011)

#### Придвуглавой системес 2011—2020 гг.
Главы города — председатели Совета народных депутатов:
- Сахаров, Сергей Владимирович (2011—2015)
- Деева, Ольга Александровна (2015—2020)[99][100]

Главы администрации города (сити-менеджеры):
- Шохин, Андрей Станиславович (2011—2022)
- Наумов, Дмитрий Викторович (с 2022)

## Экономика
Владимир — крупный промышленный центр Центральной России. Объём отгруженных товаров обрабатывающими производствами за 2010 год (по крупным и средним организациям) — 42,628 млрд руб. Среди основных промышленных предприятий города:
- пищевая промышленность, отгруженных товаров — 20,114 млрд руб.:
  - группа компаний Abi Group,
  - Владимирский хлебокомбинат — производство хлеба и хлебобулочных изделий,
  - Владимирский ликёро-водочный завод «Владалко»,
  - «Ополье» — производитель молочных продуктов, принадлежит транснациональной корпорации Pepsico,
  - АО «Шихобалово» — производитель молока,
  - «Бриджтаун Фудс» — выпуск продуктов из картофеля (чипсов);
- машиностроение, отгруженных товаров — 10,118 млрд руб.:
  - «Автоприбор»,
  - завод «Точмаш», с 2008 года вошёл в госкорпорацию «Росатом»,
  - «ВЭМЗ» и «НИПТИЭМ», входят в концерн «Русэлпром»,
  - Владимирский моторо-тракторный завод (закрыт)[101],
  - завод «Электроприбор»;
- химическая промышленность, отгруженных товаров — 9,364 млрд руб.:
  - Владимирский химический завод;
- энергетика:
  - Владимирский филиал «ТГК-6» (Владимирская ТЭЦ-1, Владимирская ТЭЦ-2),
  - Владимирское предприятие магистральных электрических сетей (ПМЭС) (750 кВ, 2500 МВА),
  - «Владимирводоканал»;
- металлургия:
  - Владимирский завод прецизионных сплавов — производство прутков и проволоки прецизионных сплавов;
- лёгкая промышленность:
  - «Авико» — фабрика женской верхней одежды[102],
  - «Ральф Рингер» — фабрика по производству обуви,
  - Divan.ru — компания по производству и продаже мебели.

Большое значение в экономике города имеет туризм (гостиницы «Владимир», «Золотое кольцо», «Заря», «Клязьма», «Орион», «Владимирский дворик» и др.).

## Транспорт

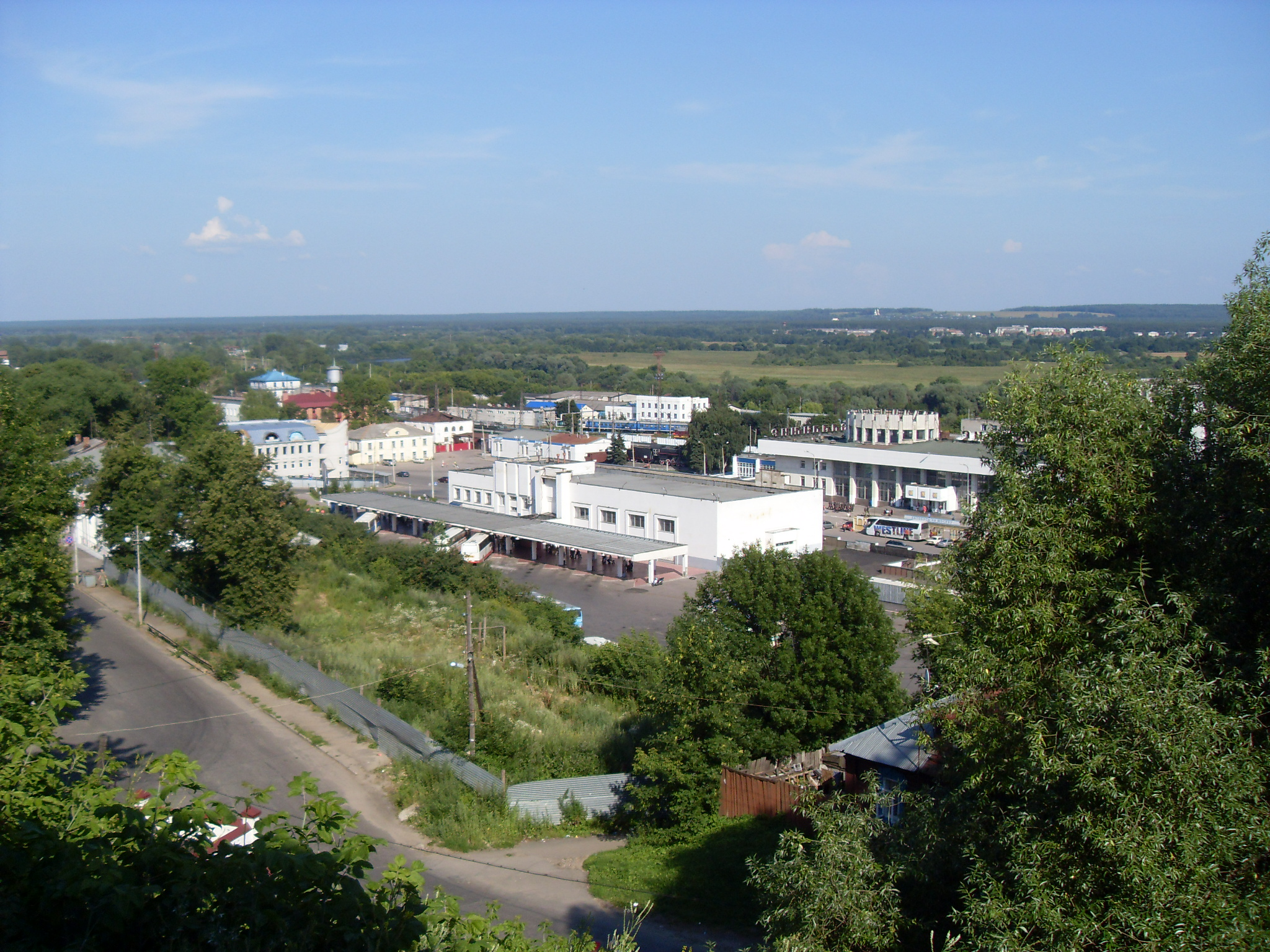
Вид на Вокзальную площадь города, где находится автовокзал и железнодорожная станция

В городе развито троллейбусное и автобусное сообщение. Междугородным автобусным сообщением Владимир связан со всеми районными центрами Владимирской области, а также с Москвой, Иваново, Костромой, Нижним Новгородом, Рязанью, Ярославлем и другими городами. В 5 км к западу от центра города расположен аэропорт Семязино, который является аэродромом совместного использования (Министерство обороны, ДОСААФ России и Авиалесоохрана). В 2015 году организованы пассажирские перевозки между Владимиром и Санкт-Петербургом самолётами компании «Псковавиа», прекращенные в 2018 г. Помимо аэродрома Семязино, в районе областного центра расположены малые аэродромы авиации общего назначения Павловское, Суховка и Небылое.

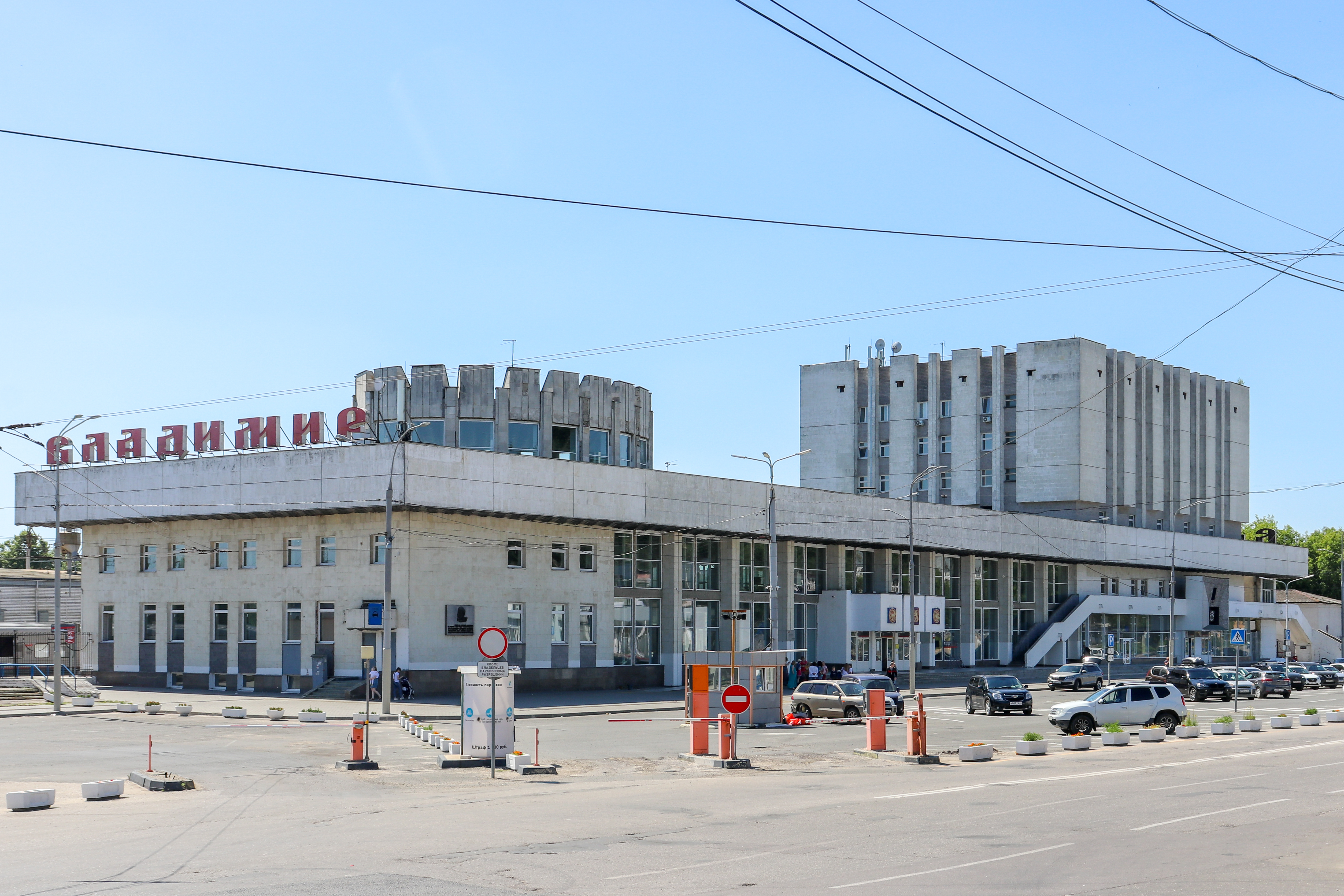
Железнодорожный вокзал

Через станцию Владимир, которая является узловой станцией Горьковской железной дороги на новом ходу Транссиба, ежесуточно проходит не менее 20 пар поездов дальнего следования. С июля 2010 по июнь 2015 года Владимир был связан с Нижним Новгородом и Москвой прямыми рейсами скоростного электропоезда «Сапсан». С 1 июня 2015 года вместо «Сапсанов» используются поезда («Стриж») производства испанской компании Talgo. С 2004 года по линии Москва — Нижний Новгород с остановкой во Владимире курсировали два состава скоростного поезда «Буревестник». После того как на этот маршрут был поставлен «Сапсан» (2010), остался один состав, а с июня 2014 года вместо него по схожему расписанию ходит скоростной электропоезд «Ласточка». С 2015 года Разрабатывается проект высокоскоростной железнодорожной магистрали ВСМ-2 Москва-Казань. Развито пригородное железнодорожное сообщение. Владимир был единственным в России городом, связанным пригородными электропоездами сразу с двумя российскими городами, имеющими метрополитен. Если ехать на электричке от Владимира, то ближайшая станция в Москве «Новокосино», в Нижнем Новгороде «Канавинская».
В 2005 году выдвинута идея о строительстве близ Владимира периферийного коммерческого аэропорта, используемого малобюджетными компаниями в целях снижения стоимости перевозок по сравнению с близко расположенными центральными аэропортами но на 2019 год так и не была реализована.

## Историко-архитектурное наследие
Туристов влекут в город три белокаменных памятника домонгольского зодчества, признанные Всемирным наследием ЮНЕСКО в составе объекта «Белокаменные памятники Владимира и Суздаля»:

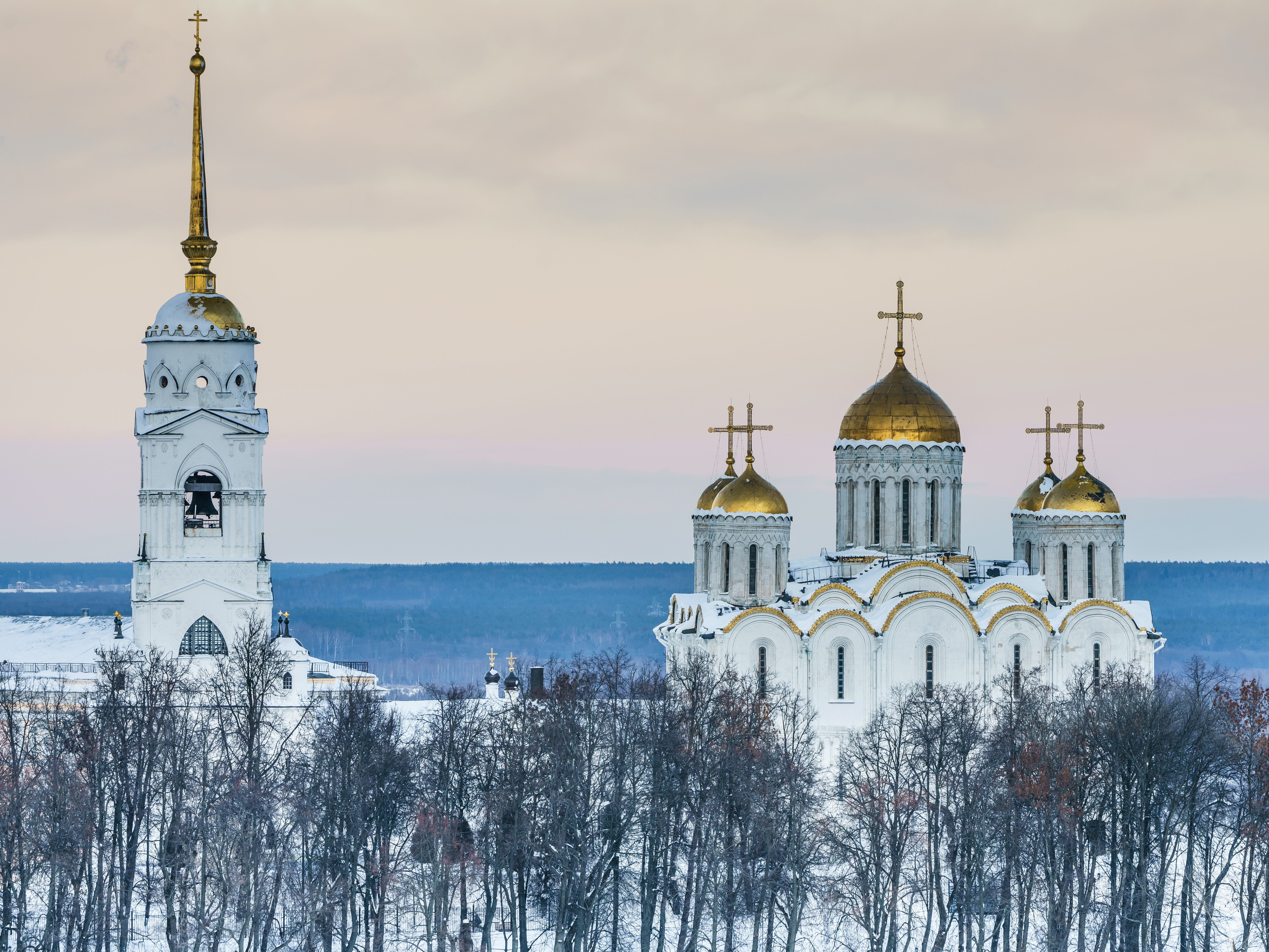
Успенский собор XII века постройки, слева колокольня
построенная в 1810 году

- Успенский собор — кафедральный в Северо-Восточной Руси XII века (1158—1160, перестроен в 1185—1189 годах; 6-столпный, 5-нефный, 3-апсидный храм с 5 главами; в интерьере — фрагменты фресок XII—XIII веков и фрагменты фресок 1408 года работы Андрея Рублёва и Даниила Чёрного; в 1810 году к собору была пристроена колокольня, в 1862 году — придел Георгия.
- Дмитриевский собор (1194—1197); 4-столпный, одноглавый, с богатой декоративной резьбой на фасадах);
- Крепостные Золотые ворота (1158—1164), перестроены в XVII—XVIII веках) — белокаменная триумфальная арка с полуциркульным сводом из туфа, над ней надвратная церковь (обновлена в 1469 году В. Д. Ермолиным; перестроена в 1810 году).

Остальные домонгольские храмы утрачены. На основе кирпичного собора 1200—1205 годах через 300 лет был воздвигнут существующий Успенский собор Княгинина монастыря, в интерьере которого сохранился один из самых интересных стенописных ансамблей середины XVII века.
Сохранились и прослеживаются на местности многие фрагменты древних владимирских валов. Так, на территории западной части домонгольского Владимира к югу от Золотых ворот находится Козлов вал, далее на юго-восток вдоль границы Патриаршего сада спускается вниз к Клязьме Галейский вал, доходящий до Николо-Галейской улицы. К северу от Золотых ворот вдоль Никитской улицы до улицы Передний Боровок проходит Театральный вал. Над северным склоном плато над улицами Передний и Задний Боровок прослеживается Боровой вал. На территории средней части домонгольского города с западной стороны хорошо заметен Троицкий вал, проходящий вдоль Комсомольской улицы до её пересечения с улицей Воровского. Вдоль северной кромки плато можно проследить плохо сохранившийся Лыбедский вал, восточная часть которого называется Поганым валом. С восточной стороны плато вдоль ведущего на юг участка улицы Воровского уцелел значительный фрагмент Ивановского вала. Возможно, холм со смотровой площадкой на южной кромке плато около Дмитриевского собора также является сохранившимся фрагментом вала. В пределах восточной части домонгольского Владимира на северной кромке плато в районе стадиона «Лыбедь» и бывшего кинотеатра «Мир» сохранился небольшой фрагмент Зачатьевского вала. На южной кромке вдоль Вокзальной улицы напротив ликёро-водочного завода и вдоль Рабочей улицы видны остатки Богословского вала.
В сравнении с другими городами «Золотого кольца» приходские церкви XVII—XVIII веках во Владимире не столь многочисленны. В архитектурном отношении наибольший интерес представляют храмы Успения Богородицы (1649), Николы в Галеях (1732—1735) и Никитский (1762—1765).
С 1781 года Владимир застраивался по регулярному плану зданиями в стиле классицизма (Присутственные места, 1785; Торговые ряды, 1787—1790, и др.).
К памятникам конца XIX века относится псевдоготический католический костёл св. Розария, построенный в 1894 году. Всего в городе 239 охраняемых государством зданий XVIII—XIX веков.
После 1917 года исторический центр города практически полностью перестроен. Застройка велась по генеральным планам 1947 и 1965 годов. В 1960 году был открыт памятник 850-летия Владимира (скульптор Д. Б. Рябичев, архитектор А. Н. Душкин).
Памятники архитектуры Владимира несколько раз изображались на реверсах памятных монет, выпускаемых Банком России:

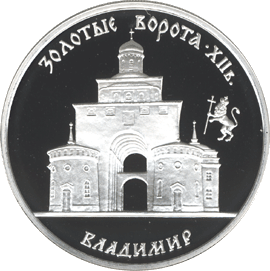
3 рубля из серебра — 1995 — монета из серии Памятники архитектуры России. Золотые ворота.
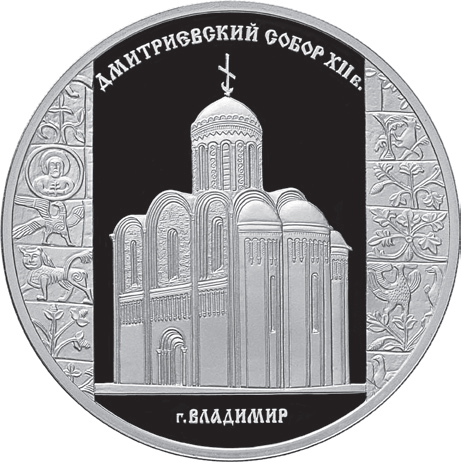
3 рубля из серебра — 2008 — монета из серии Памятники архитектуры России. Дмитриевский собор.
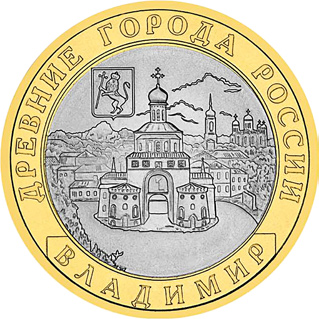
10 рублей из латуни и мельхиора — 2008 — монета из серии «Древние города России». Золотые ворота на фоне панорамы города.

## Наука и образование
Во Владимире функционируют два государственных вуза:
- Владимирский государственный университет имени Александра Григорьевича и Николая Григорьевича Столетовых (ВлГУ) — крупнейший вуз города и области, региональный опорный университет;
- Владимирский юридический институт Федеральной службы исполнения наказаний (ВЮИ).

Кроме того, в городе есть филиалы и представительства вузов из других городов:
- Владимирский филиал Российской академии народного хозяйства и государственной службы при Президенте Российской Федерации (РАНХиГС);
- Владимирский филиал Приволжского Исследовательского Медицинского Университета;
- Владимирский филиал Современной гуманитарной академии (СГА);
- Владимирский филиал Финансового университета при Правительстве Российской Федерации;
- Владимирский филиал Московской финансово-юридической академии (МФЮА);
- Владимирский филиал Российской международной академии туризма;
- Владимирский филиал Российского университета кооперации;
- Московский государственный университет технологий и управления (представительство во Владимире);
- а также другие филиалы и представительства.

Начальные профессиональные и средние специальные учебные заведения г. Владимира
- Профессиональные училища № 30, № 33
- Владимирский авиамеханический колледж
- Владимирский базовый медицинский колледж
- Владимирский заочный сельскохозяйственный техникум
- Колледж инновационных технологий и предпринимательства Владимирского государственного университета
- Владимирская лингвистическая гимназия имени А. Г. Столетова
- Владимирский областной музыкальный колледж имени А. П. Бородина
- Владимирский областной колледж культуры и искусства
- Владимирский педагогический колледж
- Владимирский политехнический колледж
- Владимирский строительный колледж
- Владимирский торгово-экономический колледж
- Владимирский химико-механический колледж
- Техникум экономики и права «ВладКоопСоюза»

Также во Владимире действует Православная Духовная семинария, располагающаяся на территории Богородице-Рождественского мужского монастыря.
В посёлке Юрьевце, входящем в состав города, работает Федеральный центр охраны здоровья животных (ФГУ «ВНИИЗЖ»).

## Религия
Большинство верующих во Владимире — православные христиане. С 2013 года Владимир является центром митрополии. Существует также небольшая католическая община, центром которой является костёл Святого Розария, и представительства различных протестантских деноминаций. Вследствие миграции в город значительного количества мусульман в 2010 году был построен небольшой молельный дом. Летом 2017 года община Армянской апостольской церкви завершила строительство храма святого Григория Просветителя.

## Достопримечательности

### Храмовые и гражданские сооружения
- Золотые ворота — выдающийся памятник древнерусской архитектуры, построенный в 1164 году при владимирском князе Андрее Боголюбском. Помимо оборонных целей, ворота имели и триумфальный характер. Они оформляли парадный вход в самую богатую княжеско-боярскую часть города. В 1992 году включён в список памятников Всемирного наследия ЮНЕСКО.

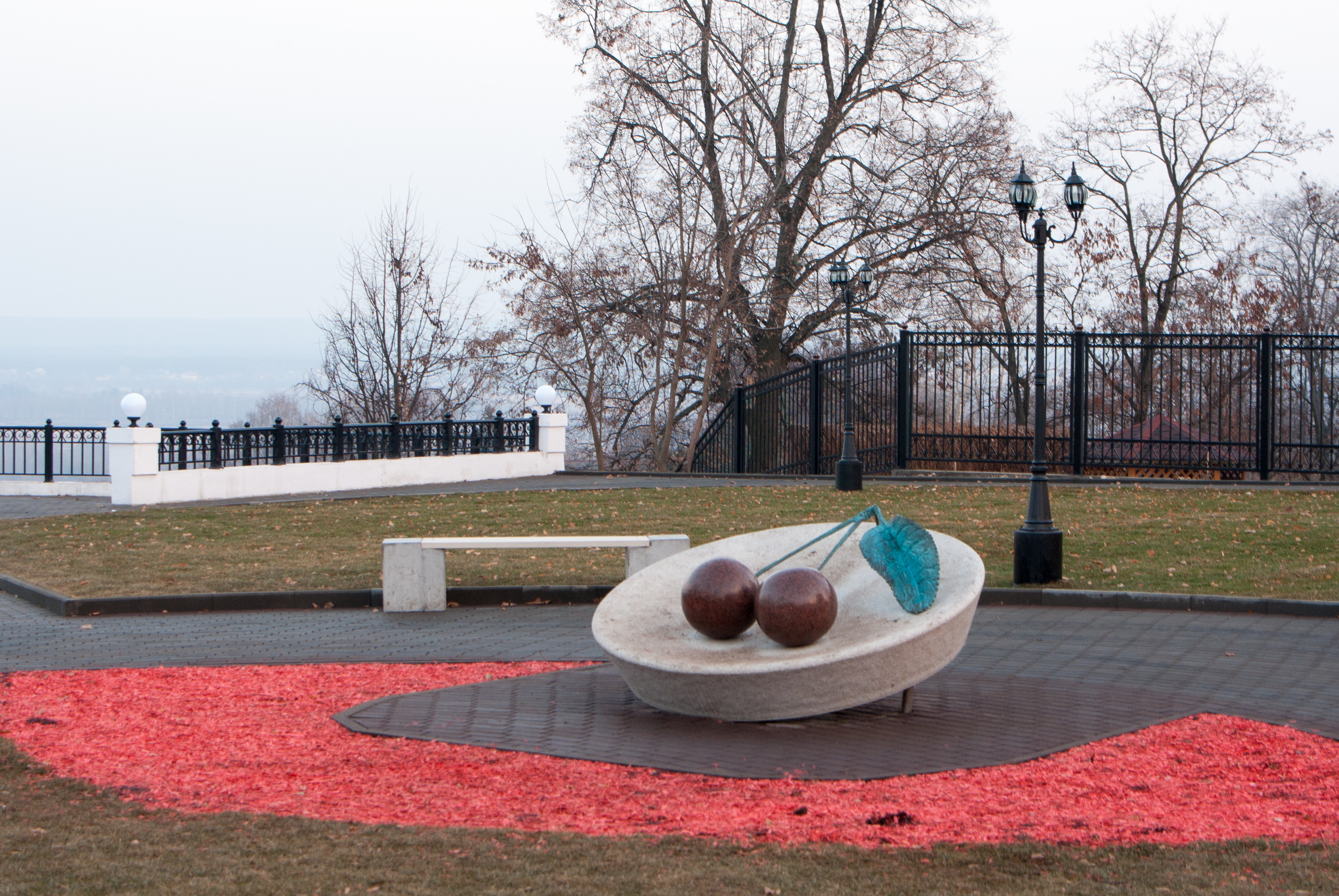
Памятник владимирской вишне

- Водонапорная башня — памятник инженерно-технической и промышленной архитектуры начала XX века. В здании башни располагается музей «Старый Владимир», посвящённый истории города рубежа XIX—XX веков.
- Успенский собор — выдающийся памятник белокаменного зодчества домонгольской Руси. Первоначальный храм построен Андреем Боголюбским, достроен и принял окончательный вид при великом князе Всеволоде Большое Гнездо в конце XII века. Исторически, до возвышения Москвы был главным (кафедральным) храмом Владимиро-Суздальской Руси, в нём венчались на великое княжение князья Владимирские и Московские. Послужил образцом для ряда более поздних соборов, в том числе Успенского собора Аристотеля Фиораванти. Один из немногих храмов, в котором сохранились уникальные фрески Андрея Рублёва. В 1992 году включён в список памятников Всемирного наследия ЮНЕСКО.
- Дмитриевский собор — придворный собор, построенный Всеволодом Большое Гнездо на княжеском дворе и освящённый в честь великомученика Димитрия Солунского в конце XII века. Знаменит своей белокаменной резьбой. В 1992 году включён в список памятников Всемирного наследия ЮНЕСКО.
- Городская дума — памятник гражданской архитектуры начала XX века, построенный в русском стиле на Соборной площади рядом с Успенским собором. В 1940—1980 годах в здании размещался Дворец пионеров.

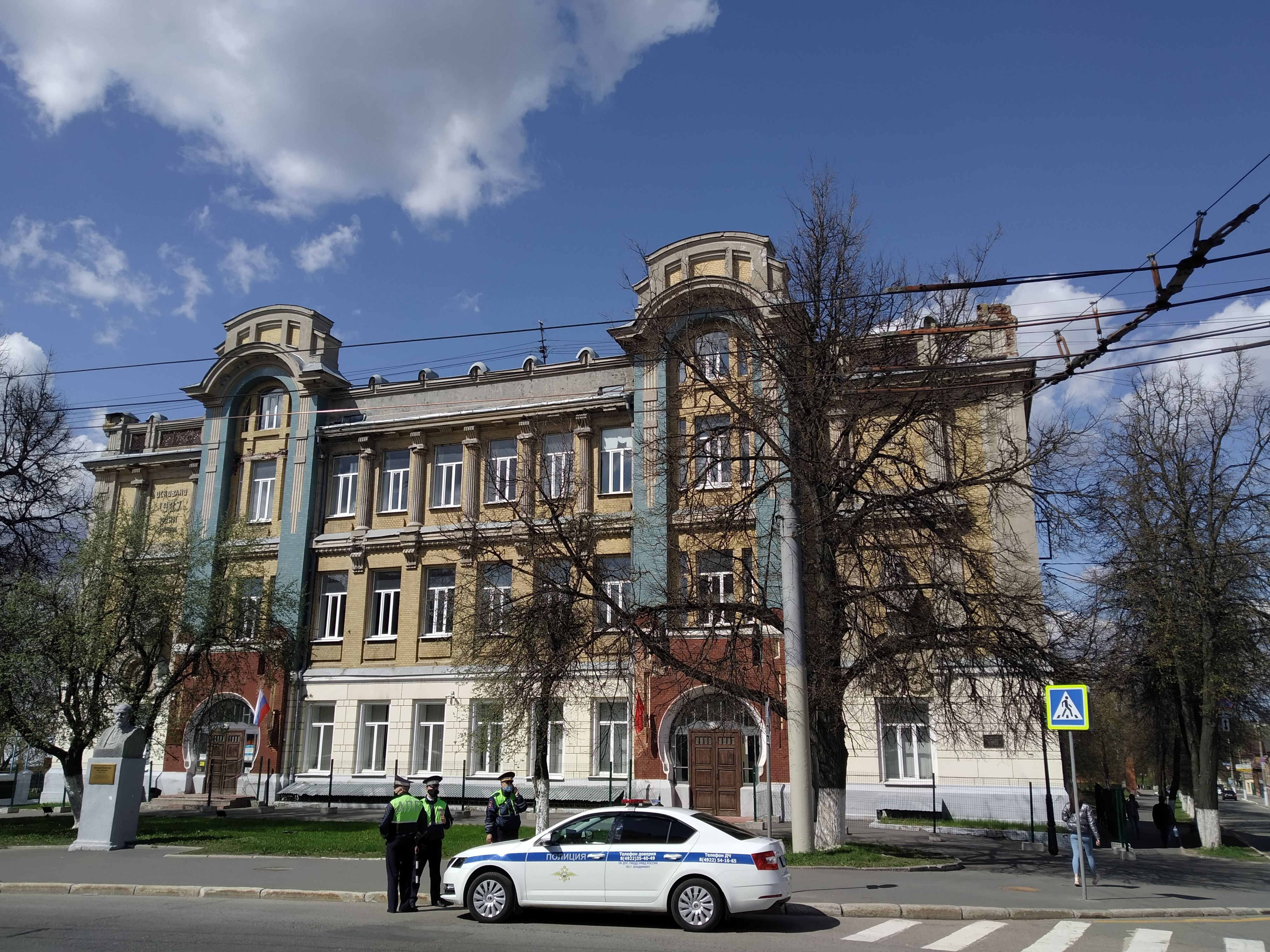
Здание бывшего Реального училища

- Реальное училище — памятник истории и архитектуры начала XX века. Постройка в стиле модерн создавалась для нужд среднего образования с практической направленностью. В настоящее время в здании бывшего Реального училища находятся несколько факультетов Владимирского университета.
- Костёл — католическая церковь конца XIX века.
- Троицкая церковь — старообрядческий храм, построенный в начале XX века на средства местных староверов. Последняя культовая постройка в дореволюционном Владимире. С 1970-х годов в помещении храма находится экспозиция декоративно-прикладного искусства Владимирского края. Известен среди горожан как «Красная церковь» и «музей хрусталя».
- Торговые ряды — памятник градостроительства, архитектуры и истории конца XVIII — начала XX веков. Построены по образцу Гостиного двора в Санкт-Петербурге.
- Владимирский централ — тюрьма, основанная при Екатерине II. За более чем двухвековую историю была местом заключения многих известных политических и военных деятелей, деятелей науки и культуры.

### Малые архитектурные формы
- Памятник Танееву — впервые открылся в 1967 году, автор неизвестен.
- Памятник земскому доктору — открылся в июле 2017 года в Восточном районе города. Автор — скульптор Михаил Блинов[107].
- Памятник провинциальным актёрам — открылся в сентябре 2018 года на Театральной площади города в честь 170-летнего юбилея Владимирского областного академического театра драмы. Автор скульптурной группы — Игорь Черноглазов[108].
- Памятник индустриальному хлебопечению — открылся в октябре 2019 года у здания хлебокомбината в честь его 90-летия[109].
- Памятник Михаилу Сперанскому — открылся на площади Победы у здания областного суда 2 ноября 2024 года ко дню вручения Всероссийской правовой премии имени М. М. Сперанского, церемония вручения которой ежегодно проходит во Владимирской области. Автор скульптуры — Алексей Степаненко[110].

## Культура и искусство

### Музеи
- Владимиро-Суздальский музей-заповедник — комплексный музей, один из крупнейших музеев России, объединяющий экспозиции и интерьеры Успенского и Дмитриевского соборов, музей «Старый Владимир», военно-историческую экспозицию в Золотых воротах, дом-музей купцов Столетовых, экспозицию «Хрусталь, лаковая миниатюра, вышивка» в старообрядческой Троицкой церкви и др.
- Исторический музей — памятник истории и архитектуры. Построен на народные пожертвования в начале XX века в русском стиле по типу Государственного исторического музея для нужд Владимирской архивной комиссии. Исторический музей в городе Владимир

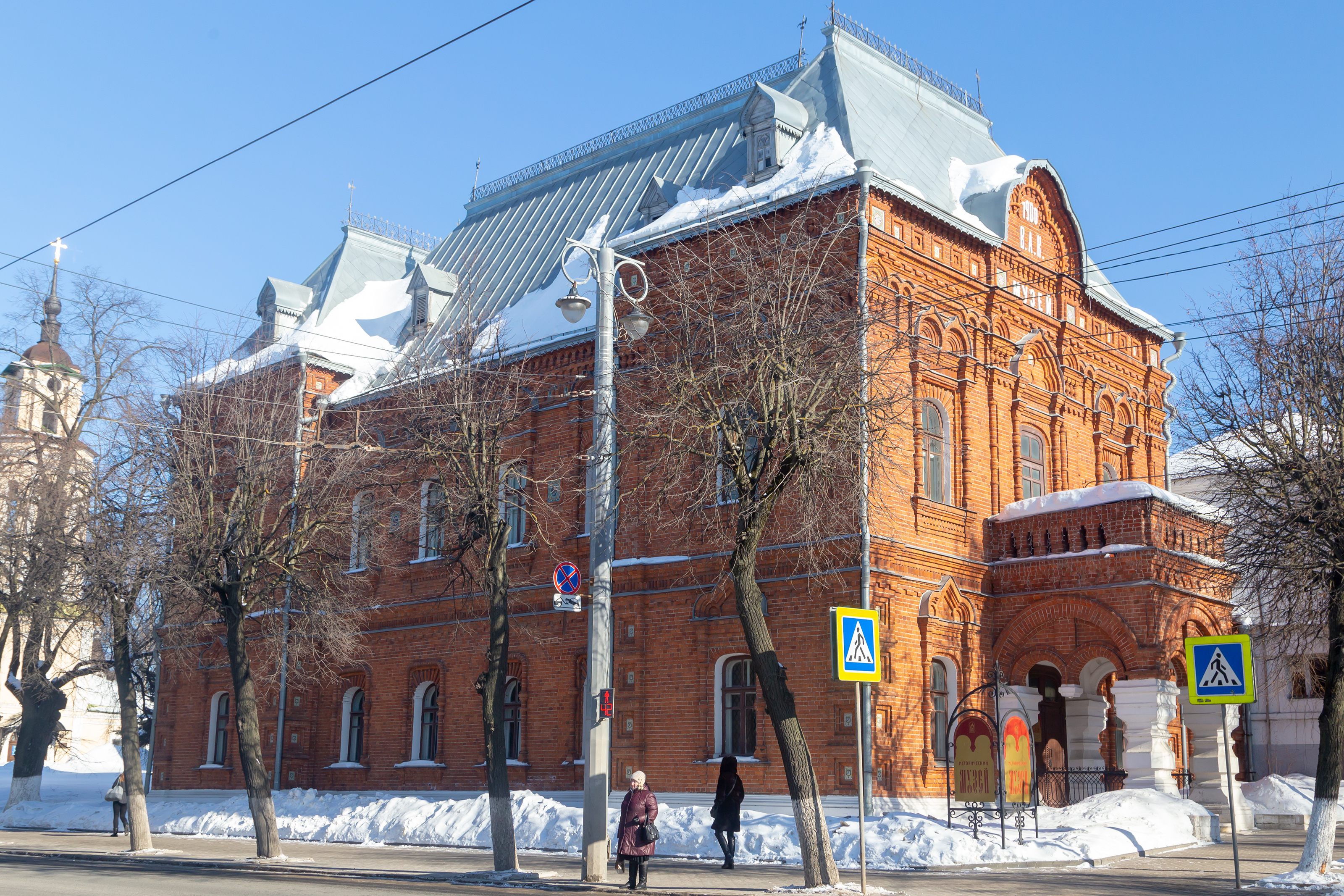
Исторический музей в городе Владимир

- Музей природы — городской музей, рассказывающий о животном и растительном мире Владимирского края. Входит в состав экспозиций Владимиро-Суздальского музея-заповедника.
- Музей ложки — частный музей ложки, открывшийся 12 июня 2015 года. Создатель музея — Татьяна Пикунова, коллекционирующая эти необычные предметы более 20 лет. Общее количество ложек в собрании более 15 000.
- «Палаты» — культурно-образовательный комплекс, включающий в себя детский музейный центр и несколько передвижных и постоянных галерей и экспозиций. Располагается в здании Присутственных мест конца XVIII века.
- «Музей владимирской вишни» — арт-пространство, открывшееся в мае 2017 года в стенах бывшего Американского дома, посвящено одному из символов города. Этот комплекс является не только музейной экспозицией, но также и местом для реализации разнообразных культурно-досуговых и событийных проектов, творческих мероприятий[111].
- Музей «Старая аптека» — открылся в августе 2017 года в историческом центре города в здании бывшей аптеки, которому более двухсот лет. В экспозиции музея — редкие аптекарские экспонаты XVIII—XIX веков, а в интерьере — уникальные предметы мебели XVIII века из частной коллекции[112].
- Центр пропаганды изобразительного искусства — музейно-выставочный центр расположен в памятнике гражданской архитектуры конца XVIII века. На сегодняшний день крупнейшая выставочная площадка Владимирской области. В стенах Центра можно увидеть передвижные выставки художников — членов Владимирского отделения Союза художников РФ. Особое внимание уделяется межмузейным выставочным проектам и Всероссийским художественным выставкам. Центр поддерживает молодых художников и художников различных творческих объединений[113].
- Дом-музей Столетовых — открыт в 1976 году. Экспозиция музея, в которой имеется более 400 подлинных экспонатов, посвящена жизни братьев Николая Столетова и Александра Столетова. В феврале 2021 года завершена реставрация внешнего облика столетовского дома, а к концу года — полное возрождение его исторических интерьеров[114].
- Церковно-исторический музей в честь князя Александра Невского при Богородице-Рождественском монастыре — открыт в мае 2021 года к 800-летию со дня рождения святого[115].
- Дом-музей владимирских архиереев — открыт в июле 2021 года в здании № 26 на улице Вишнёвой, которое более полувека назад было приобретено архиепископом Владимирским и Суздальским Онисимом (Фестинатовым) для нужд епархиального управления. Последним его жителем был митрополит Евлогий, в годовщину кончины которого и был освящён дом-музей[116].

### Театры и музыка
В городе действуют Владимирский академический театр драмы, Владимирский областной театр кукол, а также Владимирская областная филармония.

### Культурные мероприятия
Раз в пять лет во Владимире проходит Всероссийский открытый конкурс исполнителей романса. Конкурс долгое время носил имя цыганского композитора народного артиста России Николая Жемчужного, который руководил цыганским коллективом во Владимирской областной филармонии. Первый конкурс состоялся в 1995 году.

### Прочие места
- библиотеки, среди которых — «Центральная городская библиотека» города Владимира.
- Владимирский планетарий — располагается в здании Николо-Кремлёвской церкви XVIII века.
- Центральный парк — главный городской парк. Среди горожан более известен как «восьмисотка», так как был заложен в 1958 году к юбилею города и большую часть своей истории официально назывался парком 850-летия Владимира.

## Телевидение и радиовещание

### Телевидение
Среди местных телеканалов — ГТРК Владимир, Шестой Канал (с 15 сентября 1995 года), Вариант V (с 25 сентября 2006 года), Губерния 33 (с 31 марта 2015 года). Ранее в городе вещали Сирена (90-е), КЭТИС (90-е), КАТЭК (90-е), ТВ ПЛЮС (90-е), ТВ-3 Владимирская тройка (1998—2003), Роза Ветров (90-е), Юго-Запад (2005) НТРК Наше Время, Мир-ТВ (с 2010 года).

#### Эфирное
- Первый канал
- Россия 1 / ГТРК Владимир
- ТВ Центр
- НТВ
- Пятый канал
- Звезда
- ТНТ
- Матч ТВ
- Губерния 33
- ТВ3
- Россия К
- Россия 24 / ГТРК Владимир

### Радиовещание
| Частота МГц | Название и состояние                  |
| ----------- | ------------------------------------- |
| 69,47       | (Молчит) Радио России / ГТРК Владимир |
| 71,54       | (Молчит) Радио Маяк                   |

| Частота МГц | Название и состояние                |
| ----------- | ----------------------------------- |
| 88,4        | Радио Монте-Карло                   |
| 88,8        | (ПЛАН) Радио Регион-Медиа           |
| 95,6        | Радио Шансон                        |
| 96,1        | Радио Гордость                      |
| 96,5        | Вести FM                            |
| 97,9        | Радио Дача                          |
| 98,9        | Детское радио                       |
| 99,3        | Love Radio                          |
| 100,1       | Новое радио                         |
| 100,8       | Юмор FM                             |
| 101,3       | Ретро FM                            |
| 101,8       | Дорожное радио                      |
| 102,4       | DFM                                 |
| 102,9       | Европа Плюс                         |
| 103,4       | Русское радио                       |
| 103,9       | Радио Маяк                          |
| 104,3       | Радио Комсомольская Правда          |
| 104,8       | Авторадио                           |
| 105,3       | Радио ENERGY                        |
| 105,8       | Радио 7 на семи холмах              |
| 106,3       | Радио России / ГТРК Владимир (моно) |
| 106,9       | Радио Калина Красная                |
| 107,9       | Like FM                             |

Ранее в городе вещали Радио «Владимир — Новая волна», Маяк-Владимир, Студия М, Милицейская Волна Владимир, Радио Стиль, Радио Рост, Это Радио — Владимир.

## Спорт
Всемирную известность получила владимирская школа гимнастики, воспитанниками которой являются Николай Андрианов, Любовь Андрианова (Бурда), Владимир Артёмов, Юрий Королёв, Юрий Рязанов. Спортивную славу городу принесли олимпийские чемпионы Анфиса Резцова (лыжные гонки и биатлон), лыжник Алексей Прокуроров, штангист Павел Кузнецов, чемпион мира по конькобежному спорту Дмитрий Сакуненко, чемпионы мира по пауэрлифтингу Николай Суслов, Дмитрий Дворников, чемпион мира по радиоспорту Станислав Зеленов, чемпионы мира Лев и Галина Королёвы (охота на лис).
В чемпионатах России по игровым видам спорта Владимир представляют футбольный клуб «Торпедо» (Второй дивизион, зона «Запад»), мужской волейбольный клуб «Владимир» (высшая лига «Б»), мужская и женская команды «Луч» по настольному теннису (суперлига), мини-футбольный клуб «Князь Владимир» (первая лига), регбийный клуб «Владимирские львы» (Федеральная лига, дивизион «Центр»).
Наибольших успехов в российских соревнованиях добился женский мини-футбольный клуб «Влада» дважды становившийся призёром Чемпионат России по мини-футболу среди женщин в сезонах: 1993/1994 (серебряным) и 1994/1995 (бронзовым).

## Города-побратимы Владимира
Владимир имеет дружественные связи со следующими городами мира:
- Ангьяри, Италия
- Анталья, Турция
- Бари, Италия
- Блумингтон-Нормал[англ.], Иллинойс, США
- Бобруйск, Беларусь[130]
- Бухара, Узбекистан
- Вифлеем, Государство Палестина[131]
- Волковыск, Беларусь[132]
- / Гагра, Абхазия/Грузия
- Еленя-Гура, Польша (договор о сотрудничестве расторгнут 3 марта 2022 года)[133]
- Йена, Германия[134]
- Кентербери, Великобритания
- Керава, Финляндия
- Карлово, Болгария
- Кырджали, Болгария
- Ларнака, Кипр
- Сент, Франция
- Тренто, Италия
- Усти-над-Лабем, Чехия (договор о сотрудничестве расторгнут 8 марта 2022 года)[133]
- Хайкоу, Китай
- Худжанд, Таджикистан
- Цзянъинь, Китай
- Чунцин, Китай
- Эрланген, Германия

В 2022 году Сарасота (Флорида, США) приостановила сотрудничество с Владимиром из-за вторжения России на Украину